# ネメシス'90改
『ネメシス'90改』（ネメシスきゅうじゅうかい、NEMESIS'90改）は、1993年11月に発売されたX68000用シューティングゲーム。MSX版『グラディウス2』のリメイク作品。開発はSPS。

## 概要
基本的には原作『グラディウス2』と同じだが、システムやステージ構成などに細かい変更がある他、グラフィックの大幅なクオリティアップが為されている。
タイトルが『NEMESIS'90"改"』となっている理由は、本来は1990年に発売予定であったが、開発の遅れにより90年に発売することが出来なかったための名称であり、他に『NEMESIS'90』と言う名のゲームが存在したわけではない。
なお、SPSは初代『グラディウス』、『沙羅曼蛇』、『A-JAX』などのコナミ製シューティングゲーム (STG) を、シャープ製パーソナルコンピュータであるX68000へ移植を行った実績があるメーカーであるが、ディスク1に入っているドキュメントからは、本作は製作発表してから開発がほとんど進まず、頓挫した数年後にSTG開発に携わった事の無いスタッフが引き継いで完成させたらしい事が読み取れる。

## 変更点

### グラフィック・サウンド
- グラフィックが書き換えられ、自機や一部の敵キャラがデザインまで含め大幅に変更された外見になっている。
- 多重スクロールする背景が追加され、メインの背景もスムーズにスクロールするようになった。
- ゲーム開始時のオープニングデモで、自機メタリオンが発進して画面手前側に飛び出すアニメーションと、エンディングデモで惑星に帰還するカットが追加されている。
- 効果音はADPCMで再生され、ゲーム起動時にX68000側のメモリ容量とクロックスピードを自動判定の上で、メモリ3MB以上で、かつMC68000 16MHz相当以上の動作速度であれば、疑似的にADPCM多重再生ドライバによる4重再生を行う仕様になっている。効果音にはパワーアップや爆発の音等、『グラディウス』『グラディウスII』から録音したらしいものも多い。
- BGMはMIDI音源にも対応している。
- パワーアップゲージの点灯部はアーケード (AC) 版『グラディウス』などのデザインを踏襲したものの、多段表示になっている。

### パワーアップ
- ミサイル、レーザー、アップ/ダウンレーザーの2段階パワーアップがなくなった。これによりパワーアップゲージは以下のような構成となる。

メタリオン初期パワーメーターゲージ
|     | 1     | 2       | 3      | 4     | 5      | 6           |
| 1st | SPEED | MISSILE | DOUBLE | LASER | OPTION | FORCE FIELD |

メタリオン最終パワーメーターゲージ
|     | 1     | 2              | 3         | 4            | 5        | 6          | 7            | 8      | 9           |
| 1st | SPEED | MISSILE        | BACK BEAM | DOUBLE       | UP LASER | DOWN LASER | LASER        | OPTION | FORCE FIELD |
| 2nd |       | NAPALM MISSILE |           | REFLEX RING  |          |            | EXTEND LASER |        |             |
| 3rd |       |                |           | FIRE BLUSTER |          |            |              |        |             |

- レーザーを発射し切った後もワインダーが使用できる・オプションが4つ装備できる・シールドが画面前方から飛来してくる等、自機の性能がAC版『グラディウス』の仕様に近くなった。
- アップ/ダウンレーザーは最初から広がる形のものが撃てるが、MSX版より広がり幅が狭く威力が弱い。
- ナパームミサイルは弾速が非常に遅い上に地形を這わなくなり、『グラディウスII』のスプレッドボムと同じような効果の装備になった。
- 特殊アイテムのベクトルレーザーの性能が変化し、ほとんど広がらなくなった。
- ボスを早く倒しても、追加パワーアップは1個しかもらえなくなった。
- パワーアップをした瞬間は、自機が無敵になる。

### ステージ
- 全体的にザコ敵の動きが速くなっており、一部MSX版では出てこなかったザコが追加・差し替え等されている。
- 敵を全滅させる青カプセルは、原作では出現箇所が固定されていたが、本作ではAC版シリーズのようにパワーアップカプセルn個出現毎に出現する。
- ボスの攻撃パターンに一部変更や追加がある。またコアの遮蔽板を破壊すると1周目から大量の撃ち返し弾が発生する。
- 5面では『沙羅曼蛇』3面のようなプロミネンスが地表から噴き出すようになった。
- 2面と5面にオリジナルのボスが追加され、「ミスフィッツ艦」（3面）と「メイヘム艦」（4面）は1回ずつの登場となった。
- ボス艦内の地形が変更され、狭くなった。また、ボスを倒した後のコア残骸にはバリアとの当たり判定があり、艦内へ入る時バリアを装着していてもこれに削られて無くなってしまう。
- エクストラステージは、2面・4面・6面の特定の場所から入るように変わった。エクストラステージ内の地形なども変更されている。
- 折り返し面で、オリジナルステージが出てくることがある。

パターン1、すべて従前の面
6面→5面→4面→3面→2面→1面
パターン2、オリジナル面が入りステージ数が1つ少なくなる
6面→5面→3'面→2'面→1面
オリジナル面は以下の2つ。従前の面は折り返し時はスクロールが早くなるが、オリジナル面のスクロールは通常の速度。
3'面（隕石ステージ）
破壊不可能な多量の隕石の中を進んでいく。『沙羅曼蛇』の5面のようなイメージである。ボスは「ビッグコアMk.II」を小型にしたような外見。BGMは「帰還のテーマ」。
2'面（水ステージ）
多数の滝が登場する美しいステージだが、滝に触れてしまうとミスになる。『グラディウスIII』2面のような泡も登場する。ボスも『グラディウスIII』の2面ボス「バブルアイ」に酷似している。BGMは「スペーストリッキーエリアのテーマ」。

### その他
オリジナルの『グラディウス2』はMSX用SCC音源内蔵1Mbitロムカセットだったが本作は機種に合わせて1.2Mbyteフロッピーディスク2枚組で発売され、またデータを全て読み込んだ後、両ディスクとも排出して強制的にオンメモリ動作する仕様になっていた。